# Golden Boy (manga)
Golden Boy (ゴールデンボーイ Gōruden Bōi?) es una serie japonesa de anime y manga. Consta de 6 episodios, en los cuales se narran las aventuras de Kintaro Oe, un joven estudiante de derecho de 25 años que ha dejado la carrera porque ya ha aprendido todo lo que necesitaba de ella, y ahora recorre Japón en bicicleta, buscando nuevos trabajos que le ofrezcan cosas nuevas para aprender. Está basado en un manga de igual nombre por Tatsuya Egawa, fue publicado en la revista Super Jump y fue compilado en 10 volúmenes.
La serie fue producida por KSS Shueisha en 1995. En España la serie fue emitida en algunos canales y licenciada en formato DVD por Selecta Visión.

## Argumento
Kintaro pasa por distintos trabajos y en cada uno se ve relacionado con una chica que despierta su admiración, deseo o profundo respeto. La serie tiene un gran contenido erótico, en especial por las fantasías eróticas que el joven tiene. Sin embargo, lo que más destaca de la serie es el delirante humor del que hace gala por las situaciones embarazosas en que se ve envuelto.
Las relaciones no suelen ir bien y Kintaro acaba siempre siendo despedido, pero en todos los casos hay algún incidente donde muestra su valía, con lo que la mujer de turno se enamora de él, en algunos casos incluso tras su marcha. Debido a la unión de estos factores, Kintaro no tiene suerte al tratar de entablar una relación formal con ninguna de las chicas, siendo así un chico solitario en el amor. Sin embargo cuando parece que tiene su vida resuelta o se ha establecido, las circunstancias cambian y él prosigue su camino para seguir aprendiendo sin desanimarse o entendiendo que es por el bien de sus nuevos seres queridos.
Kintaro lleva consigo siempre una libreta en la que apunta todas las cosas que le resultan interesantes y donde además hace multitud de bocetos sobre aquello que ve, en especial las chicas con las que se cruza.
La introducción de la serie (y epílogo de cada capítulo del manga) reza: Kintaro Oe, de 25 años, ha abandonado la carrera de derecho en la Universidad de Tokio, pero sólo porque ha aprendido todo lo que la universidad le podía ofrecer. Desde entonces, vuela de trabajo en trabajo, con el objetivo de aprender en la escuela de la vida. Recorre todo Japón en su fiel Mikasuki. No lo olvidéis, en un día no muy lejano, este joven normal y corriente, salvará a Japón y al mundo entero... Quizás.

## Capítulos
- Lección 1: Lecciones de informática: (Estudios de ordenadores)

Kintaro sufre un accidente automovilístico con una mujer que conducía un Ferrari, cuando esta casi lo atropella por no oírla venir (oía música mientras iba en bicicleta). La mujer, quien le da una gran suma de dinero como compensación, resulta ser la jefa de la empresa de software en la que va a entrar a trabajar ese mismo día (TN Soft). En dicha empresa sólo hay chicas jóvenes trabajando, para sorpresa y encanto de Kintaro. Aunque Kintaro aspiraba a trabajar como programador sus conocimientos eran menos que básicos, por lo que le colocan como conserje, pero aprende en sus momentos libres a programar, tomando notas en su libreta al ver el trabajo de las muchachas. Justo cuando ya había ganado la confianza de su jefa y las demás, en su inocencia, desconecta el servidor (ordenador principal de la empresa) en un intento de ahorrar energía. Sin embargo, con ello provoca la pérdida de un trabajo de tres meses que es la clave del futuro de la compañía, y las iras de la jefa, quien además no lo soporta ya que cree que el accidente fue un intento de estafa y que está ahí solo para reírse de ellas porque Kintaro ha mencionado que ya no le queda nada de dinero, el cual ella está segura gastó en vicios y mujeres. Kintaro, desde luego, es despedido. Tras una semana, cuando el plazo para entregar el programa al cliente expira, las programadoras aún no han podido rehacer el trabajo perdido. Sin embargo, reciben de parte de Kintaro un disquete con el programa que sus clientes habían ordenado diseñar. Para sorpresa de todas, en especial la jefa, no se trata del programa perdido (ella supuso que Kintaro lo había copiado antes de borrarlo, para reírse de ellas), sino que es una versión nueva y mejorada más sencilla para el usuario, que cumple con el encargo del cliente, y que está totalmente hecho por Kintaro. Conjuntamente, se enteran de que el dinero recibido por el accidente lo regaló a un par de ancianos para que saldaran sus deudas. Cuando la jefa se arrepiente de haberle tratado mal y desconfiar de él, sale en su búsqueda, con una mirada apasionada demostrando haberse enamorado de él. Pero es tarde para ella, pues el joven ya está en marcha hacia otra ciudad y otro trabajo, mientras una voz en off comenta que en la Universidad de Tokio fue el mejor de los alumnos de leyes y que se retiró antes de la graduación a pesar de estar aprobado, ya que quería aprender de la escuela de la vida.
- Lección 2: El ángel de seducción: (La tentación de la doncella)

Kintaro trabaja para el comité electoral de Yuso Katsuda, un político de Kogane. Éste ha estado ya dos veces en el cargo, permitiendo y fomentando la mafia (los yakuza), y la corrupción, lo cual desagrada a Kintaro, sin embargo sigue trabajando para él. Pronto se cruza con Naoko, la hija del mencionado político, y se las apaña para, además de la campaña política, pasar a trabajar en la mansión Katsuda, con el fin de poder ver más a Naoko. Sin embargo, ella no es la chica guapa e inocente que parece, y empieza a tentar a Kintaro, poniéndole en situaciones muy comprometidas, para torturarlo y poder acusarlo ante su padre de que haya hecho algo poco decoroso por el solo placer de ser cruel con el resto. Sin embargo, tras encontrar la libreta de Kintaro comprende que este siempre ha sabido sus intenciones, pero le sigue el juego sin caer en la trampa. Viendo que no consigue nada, Naoko miente ante su padre y le dice que Kintaro ha intentado abusar de ella, con lo que provoca que los matones del político-mafioso le den una inhumana paliza. Pero viendo que el joven no se acobarda, ni pide perdón para salvar su vida (por algo que no ha cometido), Naoko se arrepiente de haberle acusado, y confiesa, salvándolo de que lo maten. Kintaro se marcha poco después, pero se va sabiendo que Naoko ha aprendido de él cómo ha de comportarse con los demás, en lugar de ser tan perversa.
- Lección 3: Cuando aparece el primer amor: (¡Peligro, el primer amor de una virgen!)

Kintaro entra a trabajar en el pequeño restaurante Ganeya, especializado en Udon, porque su dueño tiene el brazo roto tras ser atropellado, y no puede amasar la pasta para este tipo de fideos. Allí conoce a la hija del dueño, Noriko, y al señor Kogure, un rico hombre de negocios que salvó al padre de la chica tras su accidente. El empresario sabe que Noriko siente algo por él, y empieza a cortejarla, proponiéndole matrimonio. Sin embargo, este hombre pertenece a los yakuza, y lo que en realidad busca es la propiedad del restaurante (una vez que se case con Noriko, y si ésta tiene ya los poderes sobre el local, traspasados por sus padres, el marido adquiere potestad sobre el establecimiento). Una vez que tenga la propiedad, sustituirá el local por un club, se divorciará, y se casará con su verdadera novia, dejando a la familia de Noriko en la ruina. Kintaro descubre todo esto espiando a Kogure, pero éste le amenaza por si lo revela y le propina una paliza jactándose de sus conocimientos de artes marciales. El joven, no queriendo disgustar a Noriko, quien finalmente acepta la proposición de boda, se calla, pero intenta hacer entrar en razón a Kogure justo la noche en que Noriko iba a ir a darle el "sí". La chica, que los estaba oyendo, se entera de la situación y huye, quedando el plan de Kogure en nada; en su furia intenta golpear a Kintaro para desquitarse, pero este le golpea furioso al ver llorar a Noriko. Sin embargo, de inmediato lo lamenta, ya que con ello contradijo las enseñanzas pacifistas que le inculcara su maestro de kempo. Tras algunos días, la chica consigue reponerse del engaño, gracias a Kintaro a quien confiesa los nuevos sentimientos que ahora nacen por él, pero éste le dice que debe buscar a alguien que la comprenda realmente, por lo que parte en busca de un nuevo trabajo.
- Lección 4: Nadando en aguas salvajes: (Nadando en los mares del amor)

Kintaro está frente a un club de natación cuando ve entrar a una bella joven que a sus ojos tiene un aire salvaje. Resulta ser la directora del centro, por lo que aprovecha la oferta de empleo como profesor de natación para estar cerca suyo. Como su nivel de natación es nulo, ella no quiere contratarlo, pero él la reta en el plazo de un mes, en el cual aprenderá a nadar mejor que ella. Hace esta afirmación sin saber que Ayuko Ayami, la directora, fue oro olímpico en las últimas competiciones mundiales. Kintaro pasa a trabajar de monitor con niños que tienen miedo al agua, mientras que aprovecha para ir aprendiendo a nadar mejor cada día. Sus métodos graciosos no parecen ser tan efectivos como los severos medios que usa Ayuko con los alumnos, por lo que ella está disgustada. En un determinado momento, estando solos en el centro, ambos nadan a la vez en la piscina, demostrando Kintaro que ha alcanzado el nivel de la atleta, pero tras un embarazoso incidente, él es expulsado de su trabajo. El reto no llega a tener lugar, y Ayuko se convence a sí misma que le habría ganado con facilidad. Sin embargo, algo turba a la directora: Kintaro introdujo un nuevo método de enseñanza más divertido para que los niños perdieran el miedo al agua, que acaba siendo adoptado por otros monitores, con resultados positivos. Además, los niños que estuvieron con Kintaro no sólo no temen al agua, sino que ahora les gusta, además lo extrañan y lo reconocen como su maestro mientras que a ella solo le temen. Ayuko comprende entonces que en realidad ha perdido frente al joven, al menos en cuestión de método de enseñanza, pero a estas alturas, Kintaro ya está lejos, buscando un nuevo empleo.
- Lección 5: Juventud sin freno (¡A echarle huevos!)

Kintaro va camino de su nuevo trabajo, sirviente en la mansión del multimillonario Daitoku Teraiyama, en Kioto, cuando una bella y sensual joven le adelanta montada en su moto de gran cilindrada (130 cv). La chica se pierde pronto en la lejanía, y él llega a su destino, donde empieza a trabajar duro, en un ambiente al más puro estilo aristocrático del Japón tradicional. En la casa vive la señorita Reiko, hija del millonario, una joven de 20 años, refinada y culta. Kintaro se enamora de ella (como suele pasar con cada chica que ve), y desea quedarse en la casa para poder verla a menudo. Sin embargo, el trabajo del joven no es satisfactorio para la jefa de sirvientes, así que le despide. Él se queda en los alrededores de la casa porque intuye que al día siguiente va a pasar algo importante. Su intuición no es acertada, pero decide quedarse más tiempo. Tras 23 días, Reiko sale de la casa en un taxi, y él la sigue. Llega a un edificio abandonado, donde ella guarda su secreto: es la motorista que él vio tiempo atrás, y la encuentra desnuda sobre su moto, excitada por el ruido del motor. Ella le descubre, y le cuenta que los hombres no le interesan (ni siquiera las mujeres), que lo único que la excita es su moto "Bimo-chan" (es de la marca Bimota, de ahí el nombre), argumentando haber muchos hombres alardeando ser expertos pilotos para conquistarla, pero hasta ahora, no hay nadie que la haya vencido en una carrera. Sin embargo, ella le reta: si le gana en una carrera (bicicleta contra motocicleta) en la montaña, ella será suya. Tomando atajos, rodando por tendidos eléctricos, sujetándose de coches y valiéndose de su agilidad sobrehumana logra alcanzarla, pero cuando llegan a una curva en un precipicio, él decide no frenar para intentar saltar y caer al otro lado, la joven decide que será una carrera de valor que ganará quien frene último; mientras que ella se aterra y frena, Kintaro sale volando por los aires, cruzando el barranco; este no alcanza el otro lado pero, milagrosamente, consigue caer bien muchos metros más abajo, ileso en medio del bosque desde donde sale hacia la carretera gracias al tremendo impulso que lleva. Cuando Reiko se da cuenta de la valentía que ha mostrado, se enamora de él, y sale en su captura decidida a pagarle el premio que le ofreció; pero Kintaro, debido a que sus frenos no funcionaban desde un principio (razón parcial de que saliera volando en la curva), avanza sin parar por la autopista y nuevamente, parte en busca de una ocupación.
- Lección 6: La animación es fantástica: (¡La animación es divertida!)

Kintaro consigue entrar a trabajar en una empresa de animación, haciendo todo tipo de trabajos auxiliares. Allí trabaja también Chie, una de las chicas que da color a los dibujos. La empresa está haciendo una adaptación de un manga a película, pero están escasos de tiempo y los contratiempos surgen por todos lados. Cuando el plazo ya es impostergable y uno de los directores es hospitalizado tras un accidente, parece que no haber solución posible, pero Kintaro tiene unas cuantas ideas: consigue que la animación sea por ordenador, en lugar de tradicional, para lo cual consigue que sus amigas de la empresa del primer capítulo le ayuden; al necesitar documentación sobre personajes nadando, pide ayuda a Ayuko, del cuarto capítulo; Noriko, la chica del restaurante de Udon del capítulo tercero, se ofrece a llevar comida a los dibujantes gratis por ser amigos de Kintaro; el joven ha de estar también de un lado para otro: llevando papeles al estudio, mensajes al director (que está en el hospital), ayudando a colorear, etc; cuando necesitan actrices de doblaje, Kintaro consigue que Naoko, del segundo capítulo, y su mejor amiga, se presten para ello; finalmente, para llevar los rollos al laboratorio, cosa que había de hacerse rápidamente, Reiko, del quinto capítulo, les ayuda yendo a toda velocidad en su moto. Gracias al esfuerzo conjunto de todos los personajes, la película se completa a tiempo, y obtiene la aprobación del cliente. Chie aprende de Kintaro el gusto por el trabajo bien hecho, y éste vuelve a tomar la carretera con su bicicleta en busca de nuevas experiencias, esto porque pensó que al director no le había gustado la película y decidió irse antes que enfrentar su supuesta ira. Las demás chicas, que se habían reunido para ver cómo había quedado la película salen en su persecución cuando se enteran de que se ha vuelto a ir, dejándolas sin despedirse, como ya les ocurrió a cada una en su respectivo momento, excepto Chie, quien respetando lo que le enseñó Kintaro, se queda a mejorar la película.

## Curiosidades
- Al referirse en la serie a que Kintaro abandonó sus estudios universitarios a pesar de rendirlos satisfactoriamente, se refiere a que cumplió exitosamente la totalidad de semestres y sus correspondientes asignaturas, lo que jamás hizo fue llevar a cabo los trámites para graduarse, mostrando así cuán espontánea fue su decisión y lo mucho que abandonó para llevarla a cabo.

- El protagonista está basado en Kintarō, un personaje heroico de la mitología y el folklore nipón, cuyo nombre significa en japonés "chico de oro" o "chico dorado", cuya traducción al inglés es "Golden Boy".

- Datos: Q646748